# توش (أمر)
في الحوسبة ، touch هو أمر في أنظمة التشغيل يونكس و شبيه يونكس  ، و أروس  ، و OS-9  تستخدم لتحديث تاريخ الوصول و / أو تاريخ التعديل من ملف الكمبيوتر أو مجلد . يتوفر الأمر أيضًا لـ فري دوس  و مايكروسوفت ويندوز .

## نظرة عامة
في استخدامه الافتراضي، هو ما يعادل إنشاء أو فتح ملف وحفظه دون أي تغيير في محتويات الملف. touch يتجنب فتح الملف وحفظه وإغلاقه. بدلاً من ذلك، يقوم ببساطة بتحديث التواريخ المرتبطة بالملف أو الدليل. وصول أو تعديل تاريخ تحديث يمكن أن تكون هامة لمجموعة متنوعة من البرامج الأخرى مثل النسخ الاحتياطي المرافق أو جعل واجهة سطر الأوامر أداة البرمجة. عادةً ما تهتم هذه الأنواع من البرامج فقط بالملفات التي تم إنشاؤها أو تعديلها بعد تشغيل البرنامج آخر مرة. يمكن أن يكون الأمر touch مفيدًا أيضًا في إنشاء ملفات للبرامج أو البرامج النصية التي تتطلب وجود ملف باسم محدد للتشغيل الناجح للبرنامج، ولكن لا تتطلب أن يحتوي الملف على أي محتوى محدد.
تحدد مواصفات يونكس المنفردة (SUS) أن touch يجب أن يغير أوقات الوصول أو أوقات التعديل أو كليهما لملف ما. يتم تحديد الملف بواسطة اسم مسار يتم توفيره كوسيطة واحدة. كما تحدد أنه في حالة عدم وجود الملف المحدد، يتم إنشاء الملف وتعيين أوقات الوصول والتعديل على النحو المحدد. إذا لم يتم تحديد طوابع زمنية جديدة، touch يستخدم الوقت الحالي.

## التاريخ
ظهرت أداة touch لأول مرة في الإصدار 7 AT&T يونكس . اليوم، يتوفر الأمر لعدد من أنظمة التشغيل المختلفة، بما في ذلك العديد من أنظمة يونكس و يونكس-شبيه و دوس و مايكروسوفت ويندوز و ماك أو اس الكلاسيكية .
تم إصدار نسخة touch المجمعة في غنو الأساسية بواسطة بول روبن وأرنولد روبينز وجيم كينجدون وديفيد ماكنزي وراندي سميث.
يتوفر الأمر كحزمة منفصلة لـ مايكروسوفت ويندوز كجزء من مجموعة UnxUtils لمنافذ واجهة برمجة تطبيقات ويندوز الأصلية من الأدوات المساعدة الشائعة المشابهة لنظام التشغيل جنو  تم تطوير نسخة فري دوس بواسطة كريس هايدنستروم.